# Tsutomu Watanabe
Tsutomu Watanabe (Gifu, 6 ottobre 1923 – 4 novembre 1972) è stato un medico e microbiologo giapponese.

## Biografia
Nato a Gifu nella prefettura omonima. Professore all'Università Keio, ha ottenuto importanti risultati nel campo della scoperta della resistenza agli antibiotici. Laureatosi alla Keio University nel 1948, si è specializzato in genetica microbica e ha trascorso tutta la sua carriera alla ricerca del meccanismo di acquisizione della resistenza batterica ai farmaci. Ha dato importanti contributi non solo in biologia ma anche in medicina terapeutica e salute pubblica. È deceduto il 4 novembre 1972 per un cancro allo stomaco.

## Opere
Intorno all'inizio degli anni '60 iniziò a interessarsi al tema dell'antibiotico-resistenza che era particolarmente sentito in Giappone per le gravi deprivazioni fisiche della popolazione dopo la fine della seconda guerra mondiale. Watanabe è co-scopritore del Fattore R su Shigella, una denominazione usata per indicare un plasmide che codifica nei batteri la resistenza agli antibiotici. Nel 1963 pubblicò uno studio in lingua inglese con cui comunicava alla comunità scientifica internazionale le sue scoperte e quelle fatte in precedenza dai suoi colleghi. Agli studi di Watanabe si interessò il microbiologo americano Stuart B. Levy, che grazie all'influenza dello scienziato giapponese indirizzò la sua area di ricerca al campo dell'antibiotico-resistenza e all'uso responsabile degli antibiotii.